# Mocuba
Mocuba je grad u Mozambiku, u unutrašnjosti pokrajine Zambezia. Leži na rijeci Licungo, 120 km sjeveroistočno od luke Quelimane, s kojom je povezana željezničkom prugom.
Mocuba je 2007. imala 168.736 stanovnika, čime je bila osmi po veličini grad Mozambika.